# (4132) Bartók
(4132) Bartók – planetoida z grupy pasa głównego asteroid okrążająca Słońce w ciągu 3 lat i 269 dni w średniej odległości 2,41 j.a. Została odkryta 12 marca 1988 roku przez Jeffa Alu w obserwatorium Palomar. Nazwa planetoidy pochodzi od Béli Bartóka (1881–1945), węgierskiego kompozytora. Przed jej nadaniem planetoida nosiła oznaczenie tymczasowe (4132) 1988 EH.